# Stan

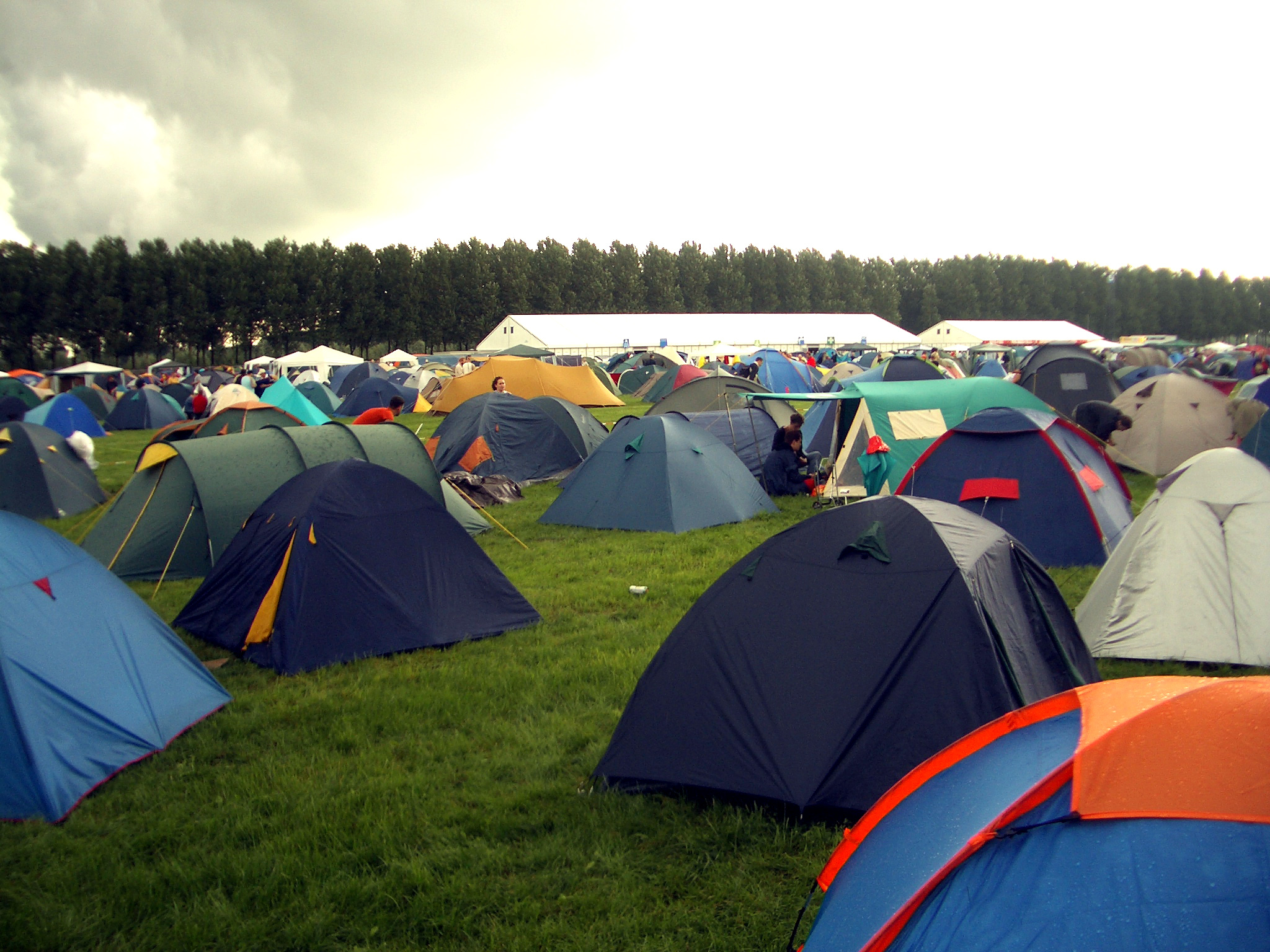
Stanový kemp

Stan je improvizované přístřeší, které je vyrobeno z nepromokavého materiálu, který je natažen nebo napnut pomocí konstrukce z tyčí nebo jiných konstrukčních prvků. Stan může být vypnut zevnitř pomocí vnitřní konstrukce nebo může být i zavěšen pomocí vnější konstrukce, případně může jít i o kombinaci obou postupů.
Stany se běžně používají nejen pro rekreační účely (malé stany), ale i jako provizorní střešní krytina pro sportoviště, cirkusové manéže (cirkusový stan), letní kina, otevřené koncertní a divadelní scény, obchodní místa, improvizované výstavní plochy apod. (velké společenské stany). Pro vojenské účely a na letních táborech mládeže pořádaných ve volné přírodě se také běžně používají velké vojenské stany. Velké indiánské stany, zvané týpí, umožňují uprostřed stanu rozdělat oheň v ohništi. Pro táboření v přírodě lze jednoduchý stan rychle vytvořit ze dvou a více vojenských celt. Stan nemusí vždy stát přímo na zemi, může být umístěn na podsadě, čehož se využívá zejména při letní rekreaci dětí a mládeže při táboření ve volné přírodě na letních táborech.
V případě, že je stan postaven přímo na zemském povrchu, se pro ukotvení celku k zemi používají lanka a šňůry, nutné jsou také upevňovací kolíky (kovové, dřevěné či plastové). Zatímco menší stany mohou stát samostatně či s užitím kotvicích lanek, velké stany jsou obvykle ukotveny pomocí vypínacích lan a kůlů. První typ sloužil jako přenosný domov pro kočovné nomády, kdežto druhý typ je převážně používán vojenskými složkami a většími organizacemi.

## Obytné stany

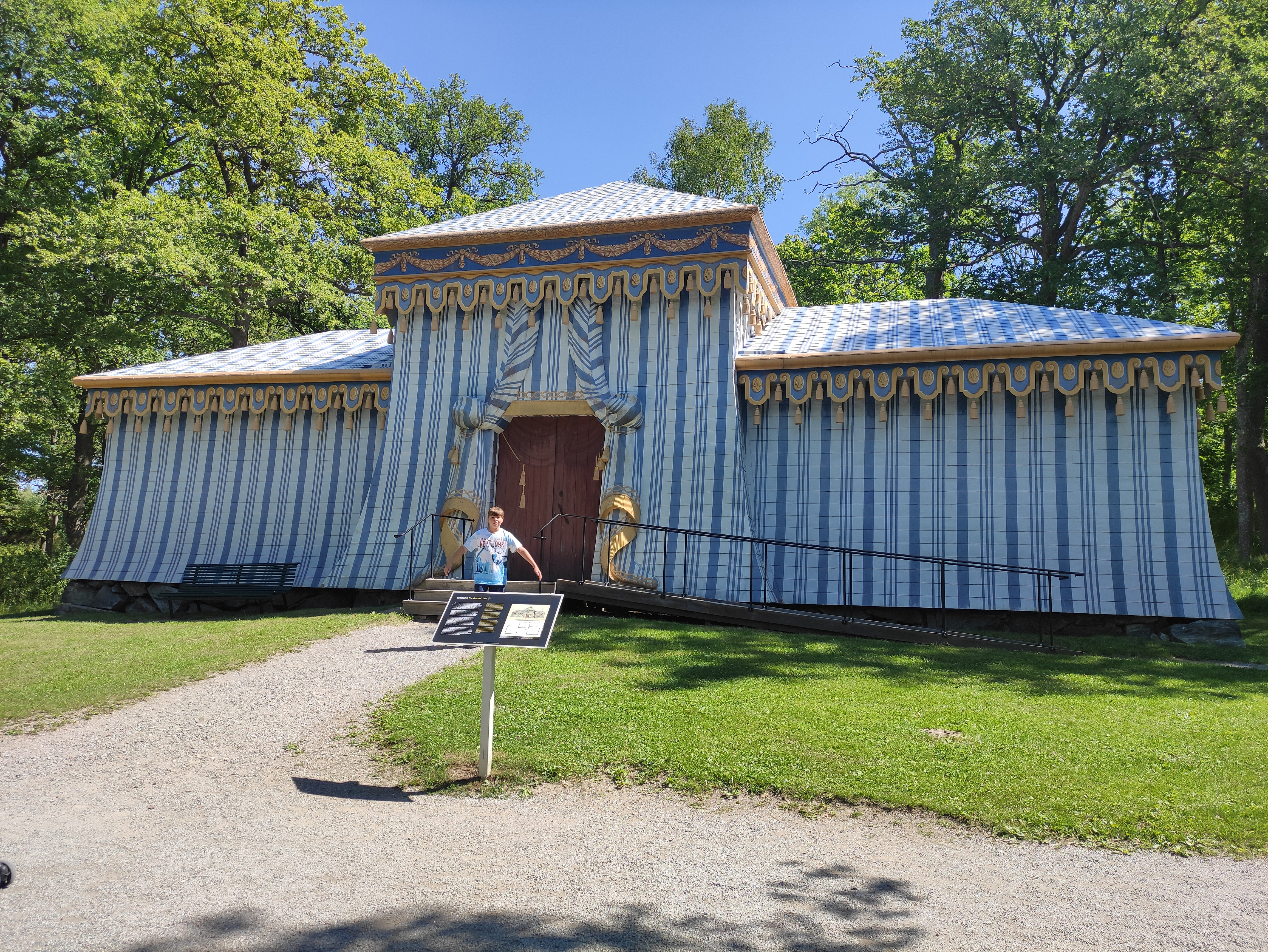
Vakttältet

Obytné stany byly využívány většinou nomádských národů světa, protože se dají snadno složit a přepravovat. O obytných stanech je zmínka již v Bibli. Mezi nejznámější kočovnické stany patří týpí využívané severoamerickými indiány Velkých plání a mongolská jurta.
Zvláštním typem obytných stanů mohou být obytné dřevěné stany, např. Vakttältet ve Švédsku.

## Vojenské stany
Stejně jako obytné stany byly i vojenské stany využívány odpradávna. Administrativa, prostřednictvím které vládli japonští šóguni, se nazývala bakufu neboli „stanová vláda.“ Stany jsou dnes také hojně využívány moderními armádami.

## Rekreační stany

### Velikost
Velikost stanů se diametrálně liší od stanů pro jednu osobu, které jsou většinou užívány samostatnými chodci až po cirkusové stany, do kterých se vejdou tisíce lidí. Tento článek se bude zabývat stany pro rekreační účely, které poskytují spací prostor pro maximálně deset osob.

### Rozdělení rekreačních stanů
Rekreační stany dělíme do dvou kategorií. Do první kategorie patří stany, které jsou určeny pro přepravu pomocí vlastních sil. Díky tomu jsou proto malé, velmi lehké a často i velmi drahé. Tyto stany mohou být lehce převáženy na kole, lodi či v batohu a poskytují přístřeší pro jednu až čtyři osoby.
Druhou kategorii zastupují těžší stany, které se obvykle převážejí pomocí automobilů apod. Tyto stany jsou větší než stany z první kategorie, proto i jejich stavba trvá déle. V těchto stanech přenocuje snadno pět až deset osob.

### Druhy rekreačních stanů

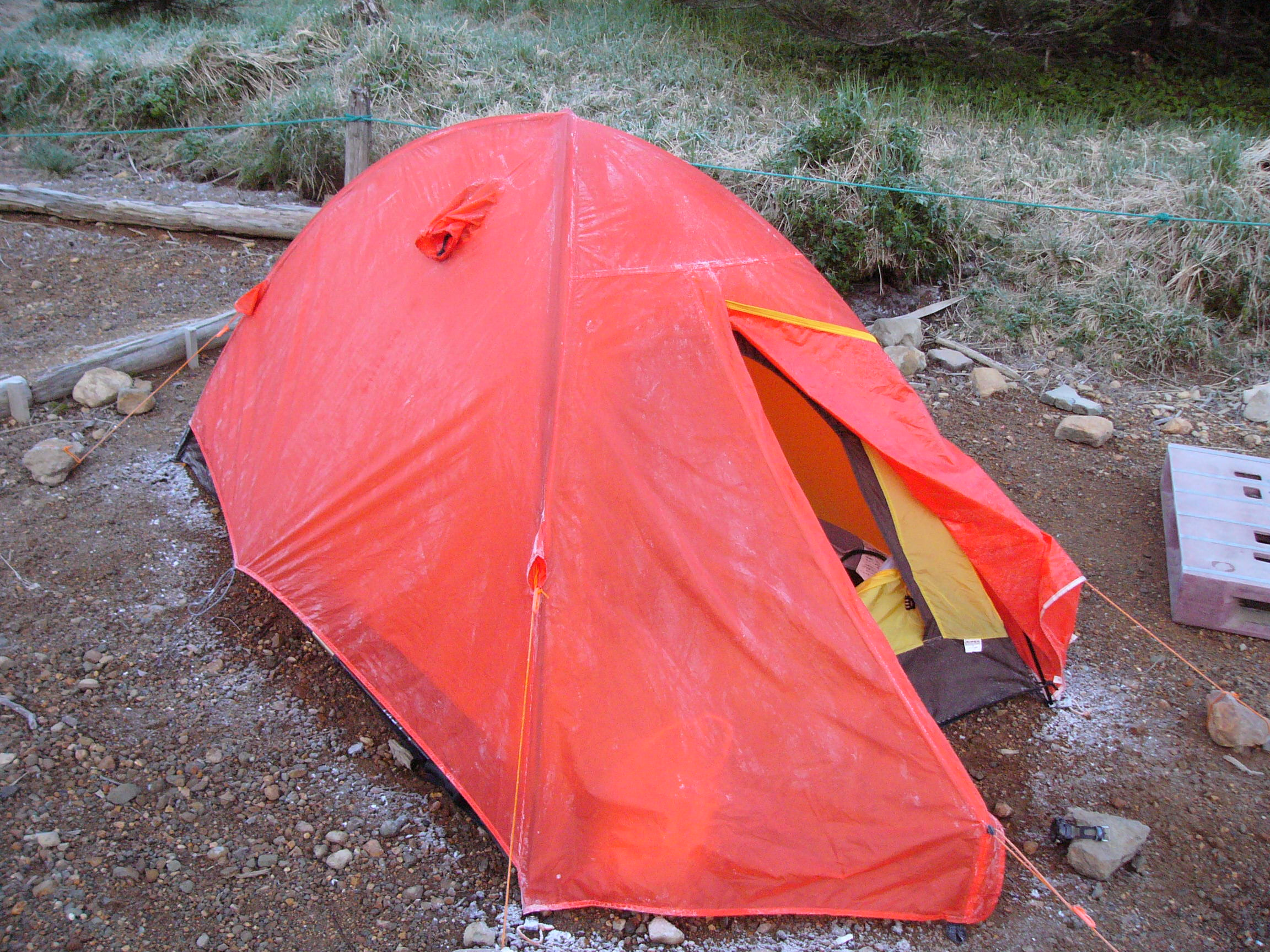
Kopulový stan

Existují základní konstrukce stanů, které se vyskytují ve více provedeních.
- Stany jednoduché (jednoplášťové) – u nich je použita jen jedna nepromokavá vrstva, která zahrnuje jak střechu, tak i podlážku. Aby se snížilo množství kondenzované vody na vnitřní straně stanu, některé expedice volí jednoplášťové stany s polopropustnou membránou.
- Jednoduché stany s tropickou stříškou – tento typ stanů kombinuje jednoplášťové a dvouplášťové stany tak, že přes vrchní část stanu je přetažena nepromokavá látka, která zabraňuje pronikání vody. Někdy je pod ní ukryt větrací otvor.
- Dvouplášťové stany – tyto stany mají jak už název napovídá dvě vrstvy. Vrchní vrstvě, která zabraňuje pronikání srážek, se říká tropiko a vnitřní se nazývá vnitřní stan. Vnitřní stan je zpravidla tvořen nepropustnou podlážkou a velmi dobře větrající kopulí s moskytiérou.
- Jehlany, postavené z dílů, vojenských celt.

## Tvary stanů

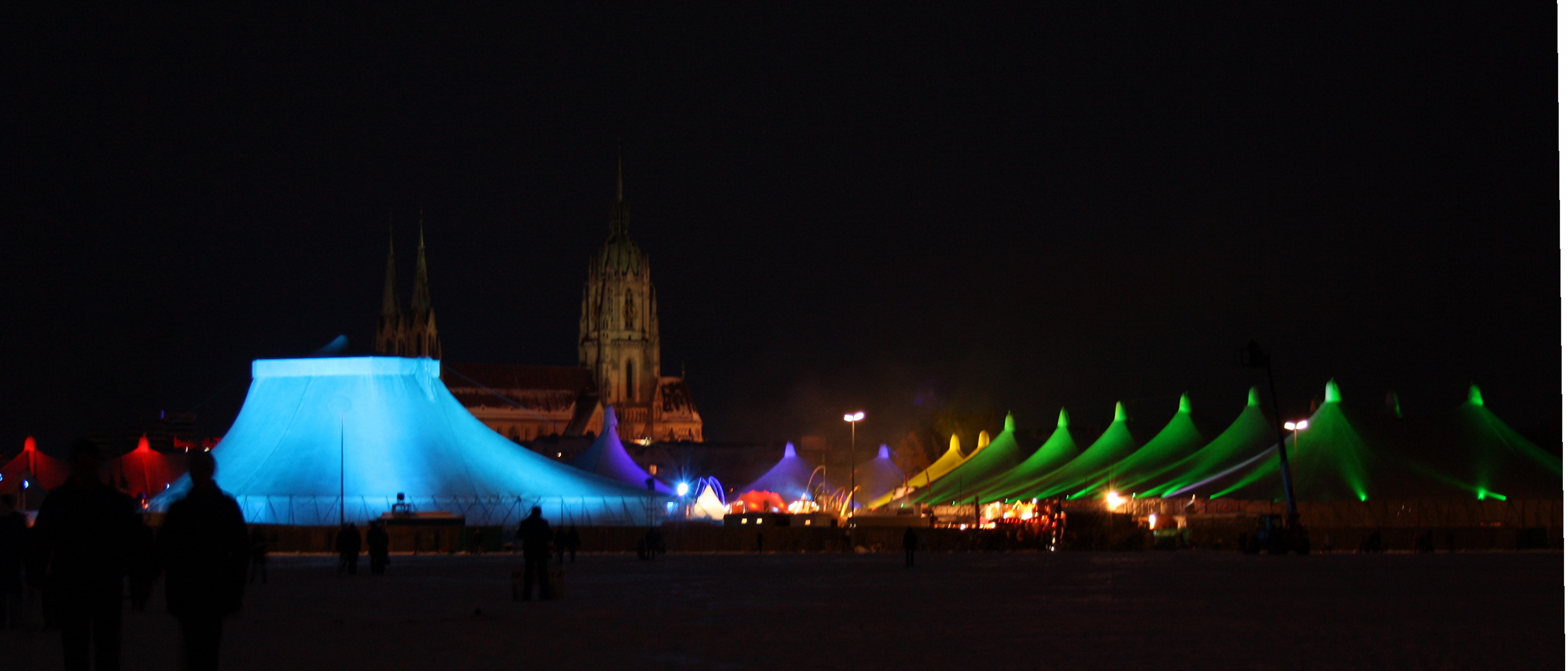
Stany na vánočních trzích v Mnichově v noci

Tvarem stanu rozumíme tvar tropika, či u jednoplášťových stanů celkový vzhled.
- Klasické áčko: Většinou jednovrstvý stan, který z předního pohledu připomíná písmeno A. Konstrukci stanu tvoří dvě pevné tyče, které nesou oba vrcholy stanu. Celý stan je vypnut pomocí lanek a kolíků.
- Kopulový stan: Dnes nejběžnější tvar, který připomíná eskymácké iglú. Nosná konstrukce je tvořena dvěma ohebnými tyčemi, které vycházejí z rohů podlážky a protínají se v nejvyšším bodu stanu. Někdy je další tyčí podpořena konstrukce předsíňky.
- Tunelový stan je stan, který z předního pohledu připomíná obrácené písmeno U. Tunelové stany mívají obvykle obdélníkový půdorys s konci skosenými do špičky. Svou konstrukcí poskytují největší užitnou plochu stanu, nicméně jsou méně stabilní než stany kopulové.
- Jehlan, postavený ze 2 vojenských celt.

## Součásti stanu
Běžné cestovní stany mají tyto součásti:
- Nosná konstrukce tvořená tyčemi nebo pruty. Tyče se staví kolmo (např. stan typu áčko), tvoří rámové konstrukce nebo se vzepřou proti sobě (týpí). Dlouhé pruty z pružného materiálu (laminát, dural) se vypínají do oblouku.
- Vlastní stan. Zastřešení tvořené textilií napnutou na nosný systém. U jednoduchých stanů je impregnován proti pronikání vlhkosti, u dvouplášťových stanů je vnitřní stan naopak tvořen prodyšnou textilií nebo síťovinou.
- Stanové kolíky. Kotví se do země a slouží k upevnění a vypnutí stanu pomocí ok a vypínacích šňůr. Kolíky se používají i u samonosných konstrukcí (týpí, kupole), kterým zajišťuje odolnost proti povětrnosti a díky vypnutí i lepší užitné vlastnosti.
- Podlážka. Voděodolná textilie pokrývající obytnou část země uvnitř stanu. Může být pevná součást (vnitřního) stanu, samostatná, která se vpíná dovnitř konstrukce, nebo může zcela chybět.
- Tropiko. U dvouplášťových stanů se tak nazývá nepromokavá vnější plachta stanu, která zachytává zevně srážky i kondenzující vlhkost uvnitř stanu.